# Malkolm Moënza
Malkolm Staffan Moënza (Göteborg, 15 novembre 1993) è un calciatore svedese, difensore dell'Utsiktens BK.

## Carriera
Dopo cinque anni e mezzo trascorsi in prima squadra al GAIS e due e mezzo al Dalkurd, nel gennaio del 2020 Moënza ha iniziato la sua prima parentesi personale all'estero con la maglia dello Spartak Trnava. La permanenza in Slovacchia è stata però breve, perché nel successivo mese di agosto il giocatore ha lasciato il club ed è tornato in Svezia a giocare per il Dalkurd fino al termine della stagione 2020.
Prima dell'inizio del campionato 2021 è tornato con un contratto biennale al suo primo club professionistico, il GAIS, militante anch'esso in Superettan, ma la squadra a fine stagione è retrocessa in terza serie.
Moënza ha continuato comunque a disputare la Superettan con l'ingaggio biennale a parametro zero da parte dello Jönköpings Södra, dove è rimasto due anni fino alla scadenza contrattuale ed alla retrocessione sopraggiunta al termine della Superettan 2023.
Nel gennaio 2024 ha firmato a parametro zero per due anni con l'Utsiktens BK, rimanendo dunque sui campi della seconda serie nazionale.